# داني فيلانويفا
داني فيلانويفا (بالإنجليزية: Danny Villanueva) هو لاعب كرة قدم أمريكية أمريكي، ولد في 5 نوفمبر 1937 في توكومكاري في الولايات المتحدة، وتوفي في 18 يونيو 2015 في فينتورا في الولايات المتحدة.

## وصلات خارجية
- داني فيلانويفا على موقع مرجع كرة القدم المحترفة.كوم (الإنجليزية)